# Eupithecia nubilaria
Eupithecia nubilaria là một loài bướm đêm trong họ Geometridae.